# Provincia di Gandaki
Gandaki Pradesh (गण्डकी प्रदेश in lingua nepali) è una delle sette province del Nepal, stabilite dalla Costituzione del Nepal del 2015.
La sua capitale è Pokhara.
Il fiume Gaṇḍakī dà il nome alla provincia.

## Suddivisioni amministrative
La provincia è suddivisa in 11 distretti:
- Baglung
- Gorkha
- Kaski
- Lamjung
- Manang
- Mustang
- Myagdi
- Nawalpur
- Parbat
- Syangja
- Tanahu (o Tanahun)